# Герб Киржача
Герб городского поселения «Город Киржа́ч» Киржачского района Владимирской области Российской Федерации.
Герб утверждён Решением Совета народных депутатов городского поселения город Киржач Владимирской области № 15/220 от 27 февраля 2009 года.
Герб внесён в Государственный геральдический регистр Российской Федерации под регистрационным номером 4802.

## Описание герба
«В зелёном поле — золотая ушастая сова, сидящая с распростёртыми крыльями и хвостом вправо на чёрном наклонённом влево пне, в свою очередь стоящем на золотой земле».— Положение о гербе городского поселения город Киржач Владимирской области.
Герб городского поселения город Киржач, в соответствии с законом Владимирской области от 6 сентября 1999 года N 44-ОЗ "О гербе Владимирской области" (Статья 6), может воспроизводиться в двух равнодопустимых версиях: 
 — без вольной части;
 — с вольной частью — четырехугольником, примыкающим изнутри к верхнему и правому краю герба городского поселения город Киржач с воспроизведенными в нем фигурами из герба Владимирской области.
Герб городского поселения город Киржач в соответствии с Методическими рекомендациями по разработке и использованию официальных символов муниципальных образований (Раздел 2, Глава VIII, п.п. 45-46), утверждёнными геральдическим Советом при Президенте Российской Федерации 28.06.2006 года может воспроизводиться со статусной короной установленного образца.

## Описание символики

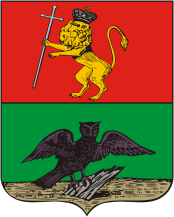
Герб Киржача (1781 год)

Герб городского поселения город Киржач разработан на основе исторического герба города Киржач Владимирского наместничества, Высочайше утверждённого 16 августа 1781 года. Подлинное описание исторического герба гласит:

«Въ верхней части гербъ Владимірскій. Въ нижней — въ зеленомъ полҍ, сидящая на пнҍ, съ распростертыми крыльями, птица сова, каковыхъ въ окрестности сего города находится весьма довольно».—  ПСЗРИ, 1781, Закон № 15205.
Восстановление исторического герба города с учётом современных геральдических правил показывает внимание местных жителей к своему прошлому, бережное отношение к истории и традициям своего города.
Сова — традиционный символ мудрости, бдительности.
Золото — символ урожая, богатства, стабильности, солнечного тепла, уважения.
Зелёный цвет — символ природы, здоровья, молодости, жизненного роста.
Чёрный цвет — символ скромности, разума, вечности бытия.

## История герба
Исторический герб Киржача был Высочайше утверждён 16 августа 1781 года императрицей Екатериной II вместе с другими гербами городов Владимирского наместничества (ПСЗРИ, 1781, Закон № 15205).
В советское время исторический герб Киржача не использовался.

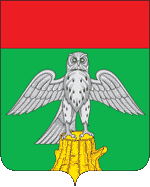
Герб Киржачского района (2008 год)

26 сентября 2008 года был утверждён герб Киржачского района. Герб района представлял собой реконструированный исторический герб Киржача и имел следующее описание:

«В зелёном поле под червлёной главой выходящий из оконечности золотой пень с сидящей на нем с распростёртыми крыльями и хвостом вправо серебряной совой».
27 февраля 2009 года был официально утверждён герб городского поселения город Киржач, который представлял из себя реконструированный исторический герб города 1781 года.
Реконструкция герба произведена при содействии Союза геральдистов России.
Авторская группа реконструкция герба: идея — Анна Корнеева (Киржач), Константин Моченов (Химки), Владимир Березин (Александров); художник и компьютерный дизайн — Оксана Афанасьева (Москва); обоснование символики — Кирилл Переходенко (Конаково).